# Theloderma andersoni
Espèce
Synonymes
- Ixalus tuberculatus Anderson, 1879 "1878"
- Rhacophorus andersoni Ahl, 1927
- Philautus andersoni (Ahl, 1927)

Statut de conservation UICN

 LC  : Préoccupation mineure
Theloderma andersoni est une espèce d'amphibiens de la famille des Rhacophoridae.

## Répartition
Cette espèce se rencontre :
- dans le nord de la Birmanie ;
- dans le nord-est de l'Inde dans les États d'Arunachal Pradesh, du Mizoram, du Nagaland, d'Assam et de Meghalaya ;
- en République populaire de Chine dans le sud du Tibet et au Yunnan.

## Étymologie
Cette espèce est nommée en l'honneur de John Anderson (1833-1900), naturaliste écossais.

## Publications originales
- Ahl, 1927 : Zur Systematik der asiatischen Arten der Froschgattung Rhacophorus. Sitzungsberichte der Gesellschaft Naturforschender Freunde zu Berlin, p. 35-47.
- Anderson, 1879 "1878" : Anatomical and Zoological Researches: Comprising an Account of the Zoological Results of the Two Expeditions to Western Yunnan in 1868 and 1875; and a Monograph of the Two Cetacean Genera Platanista and Orcella, London, Bernard Quaritch vol. 1 (texte intégral) et vol. 2 (texte intégral).